# Шаляпина, Марина Фёдоровна
Марина Фёдоровна Шаляпина (в замужестве Фредди; 14 марта 1912, Москва — 14 июля 2009, Рим) — победительница конкурса красоты Мисс Россия 1931 года, актриса кино Италии (фильмы «Старые времена», «Только для тебя, Лучия» и «Ничьи дети»), офицер морского флота Италии, средняя дочь Фёдора Шаляпина от второго брака с Марией Петцольд (урождёной Элухен, в первом браке — Петцольд, 1882—1964).

## Биография
В 1906 году на скачках в Москве Федор Шаляпин познакомился с Марией Петцольд. К этому времени у Шаляпина и Марии Петцольд уже были семьи. У Марии Валентиновны было двое детей от первого брака. Вскоре Мария Петцольд переехала к Шаляпину в Санкт-Петербург. Не получив развода, они живут гражданским браком — у них рождаются три дочери: Марфа (1910—2003), Марина (1912—2009) и Дасия (1921—1977).
Фактически у Шаляпина в старой столице Москве была одна семья, а в новой — другая: одна семья не ездила в Петербург, а другая в Москву. Официально брак Марии Валентиновны с Шаляпиным был оформлен в 1927 году уже в Париже.
В детстве Марина болела туберкулезом и врачи советовали сменить петербургский климат на южный.
В 1922 году в возрасте 10 лет Марина вместе со всей семьёй Шаляпина эмигрировала из России и поселилась в Париже. Здесь Марина училась танцу в балетной студии Матильды Кшесинской. Однако она получила травму в результате падения на репетиции, и ей было не суждено стать балериной.
В 1931 году Марина Шаляпина победила на конкурсе красоты Мисс Россия, который с 1927 года ежегодно проводился в Париже среди русских девушек-эмигранток.
Марина Шаляпина продолжила образование в Нью-Йорке, где училась в Академии интерьера и дизайна. Из Америки Марина переехала в Австрию в Вену где училась на режиссёра театра. Из Вены для работы над фильмом о классическом балете она выехала в Италию, где и встретила своего будущего мужа Луиджи Фредди. Луиджи Фредди был обладателем многих талантов — журналист и администратор, он стоял у истоков итальянского кино, занимая пост генерального директора кинематографического департамента при министерстве печати и пропаганды Италии. В числе его прочих достижений Фредди был организатором первого Венецианского кинофестиваля, а в 1937 году при его деятельном участии была открыта крупнейшая в то время в Европе киностудия «Чинечитта», где он сам выступал в качестве продюсера и снял Марину Шаляпину-Фредди в трех картинах «Старые времена», «Только для тебя, Лучия» и «Ничьи дети».
После Второй мировой войны Марина Шаляпина-Фредди работала на круизном лайнере — проводила экскурсии, музыкальные встречи. Марина носила звание офицера морского флота Италии.
Марина Федоровна Шаляпина-Фредди владела пятью языками.
В браке с Луиджи Фредди у Марины родилась дочь Анжела Фредди-Монтефорте, которая живёт в Италии.
Умерла 14 июля 2009 года, прожив 97 лет. Похоронена на кладбище Лаурентино.